# Charles III. de Bourbon-Montpensier

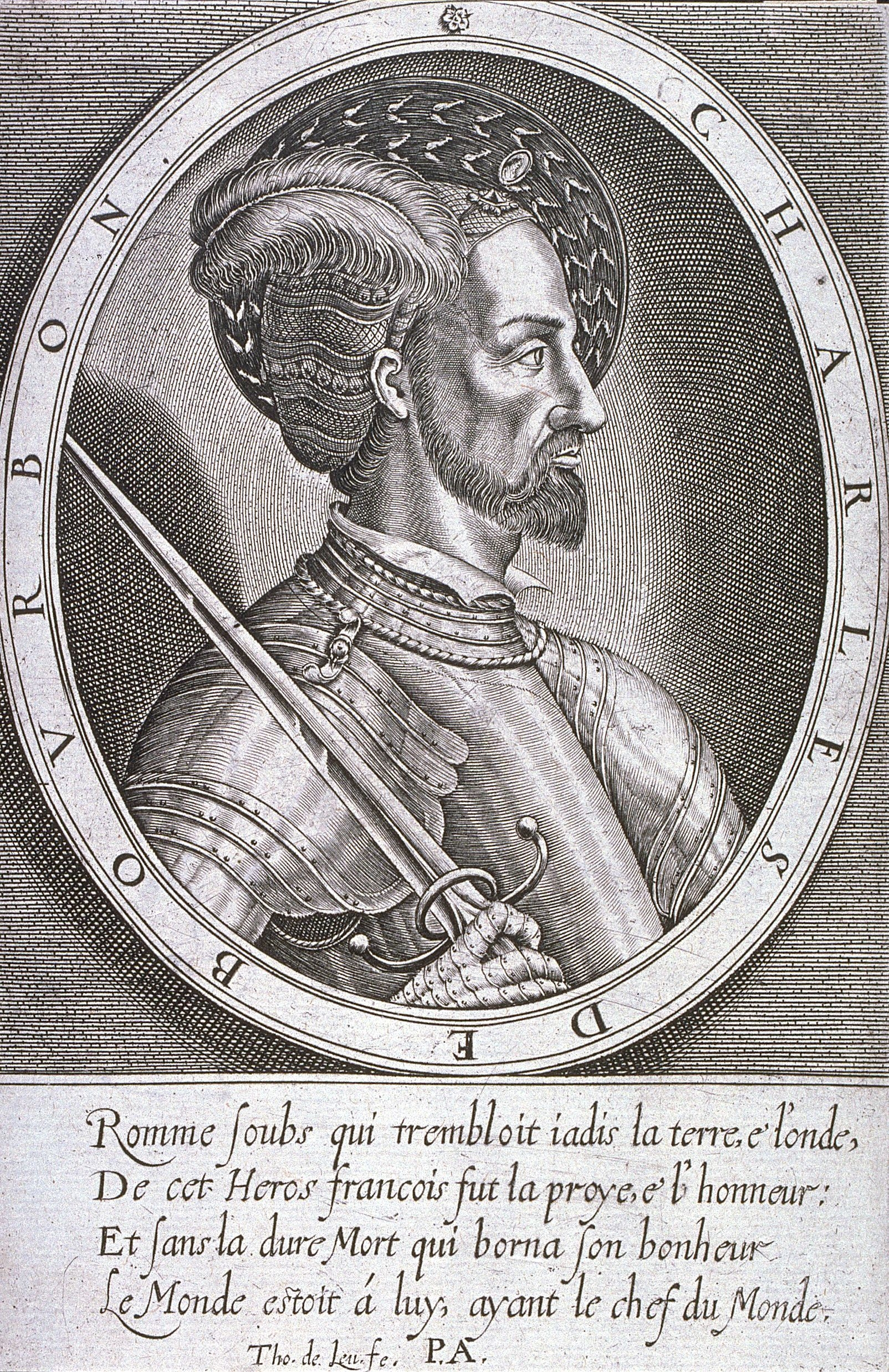
Charles de Bourbon-Montpensier, Stich von Thomas de Leu

Charles III., Herzog von Bourbon-Montpensier (* 17. Februar 1490; † 6. Mai 1527 in Rom), genannt der „Connétable von Bourbon“, war ein französischer Politiker und erfolgreicher Heerführer, der bis 1521 dem französischen König und danach dessen Gegnern diente.

## Leben
Charles wurde als zweiter Sohn Gilberts von Bourbon, Graf von Montpensier (1443–1496), und der Clara Gonzaga (1464–1503) geboren. 1501 folgte er seinem gefallenen Bruder Louis II. (1483–1501) als Herzog von Montpensier. Infolge seiner 1505 geschlossenen Ehe mit Suzanne de Bourbon-Beaujeu, der Tochter seines Onkels Pierre II. de Bourbon und der Anne de Beaujeu, wurde Charles III. sowohl achter Herzog von Bourbon als auch Erbe der großen Besitztümer zweier Zweige des Bourbonengeschlechts.
Für seine, als Befehlshaber der Vorhut, in den Schlachten bei Agnadello (1509) und vor allem bei Marignano (1515) bewiesene Tapferkeit, erhob ihn Franz I. zum Connétable von Frankreich und Statthalter von Mailand. Allerdings rief ihn der König bald darauf nach Frankreich zurück, da ihm das Auftreten des Connétables in Mailand missfiel. Dieser war seinerseits darüber verärgert, dass Franz I. bei den Feldzügen in den Niederlanden seinen Schwager, Charles IV., Herzog von Alençon, bevorzugte.
Der Tod der Suzanne de Bourbon-Beaujeu im Jahr 1521 führte zum endgültigen Bruch zwischen dem Connétable de Bourbon und dem König. Die Königinmutter Luise von Savoyen beanspruchte (juristisch unrechtmäßig) die Besitztümer des Hauses Bourbon auf Grund ihrer Verwandtschaft mit Suzanne. Um die Auseinandersetzung zu beenden, schlug sie vor, den Connétable zu heiraten; als dieser jedoch dieses Ansinnen ablehnte, brachte Luise ihren Sohn dazu, dass dem Connétable seine Erbgüter zu Gunsten der Krone vorenthalten und sonstige Vorrechte entzogen wurden – und dies noch bevor der Streit gerichtlich geklärt werden konnte.
Deshalb trat Charles de Bourbon in die Dienste Karls V., der ihm die Provence und Dauphiné in Verbindung mit dem Bourbonnais und der Auvergne als eigenes Königreich versprach und ihm außerdem seine Schwester Eleonore als Gemahlin in Aussicht stellte. Faktisch hätte dieser Geheimplan, an dem auch König Heinrich VIII. von England beteiligt war, zur Aufteilung Frankreichs geführt.
König Franz eilte auf die Nachricht hiervon nach Moulins, bot dem Herzog von Bourbon Versöhnung und Zurückerstattung seiner Güter an. Gleichzeitig forderte er Charles III. auf, sich ihm während der Kriegszüge in Italien zu unterstellen. Der Herzog entfloh jedoch verkleidet in die Franche-Comté und von da aus im September 1523 zu den Spaniern nach Italien. Dies stellte einen eindeutigen Verrat dar, doch war Charles durch Franz I. und Luise von Savoyen faktisch in eine unhaltbare politische Situation gedrängt worden. Der Titel Connétable wurde ihm aberkannt und seine gesamten Güter eingezogen. In zeitgenössischen Berichten wurde die Schuld für das Überlaufen Bourbons stark dem König angelastet, der wiederholt das Standesbewusstsein Bourbons gekränkt und ihn gedemütigt hatte.
Der Kaiser setzte den ehemaligen Connétable aufgrund von dessen militärischen Fähigkeiten sofort als Feldherr ein. 1524 kämpfte dieser gegen seine Landsleute in der Schlacht bei Gattinara. Im Juni des gleichen Jahres führte er mit dem Marchese von Pescara, der ihn zugleich kontrollieren sollte, das spanische Heer nach Frankreich, wo er Marseille vergeblich belagerte. Im Februar 1525 siegten die kaiserlichen Truppen in der Schlacht bei Pavia, König Franz I. wurde gefangen genommen.
Bereits im Jahr 1526 fühlte sich der Herzog von Bourbon auch von Karl V. schlecht behandelt, trotz der Versprechungen im Madrider Frieden erhielt er seine Güter nicht wieder, obendrein wurde des Kaisers Schwester Eleonore mit Franz I. verlobt. Stattdessen wurde Charles de Bourbon-Montpensier auf das Herzogtum Mailand vertröstet und vom Kaiser zum Oberfeldherrn in Italien ernannt, jedoch nicht mit den erforderlichen Mitteln ausgestattet. Am 24. Juli 1526 eroberte er die Zitadelle von Mailand und im Februar 1527 zog er gegen Rom, um den Papst Clemens VII. zu strafen, der den Wiederausbruch des Kriegs herbeigeführt hatte, und um durch Plünderung der reichen Stadt den rückständigen Sold für die Landsknechte zu gewinnen.
Vom Papst mit dem Bann belegt, kam Bourbon am 5. Mai 1527 vor Rom an. Am Morgen des folgenden Tages begannen seine Söldner die Stadt zu erstürmen. Bei diesem Angriff kam der Herzog ums Leben, angeblich durch eine Kugel aus der Hand des Goldschmiedes Benvenuto Cellini. Die Soldateska war nicht mehr zu kontrollieren, es folgte der berüchtigte Sacco di Roma. Als zwei Monate später das Heer aus Rom abzog, wurde der Leichnam des Herzogs von Bourbon mitgenommen und in Gaeta bestattet.

## Dynastische Bedeutung
Da keines seiner Kinder älter als ein Jahr wurde, erlosch mit dem Connétable der ältere Zweig des Hauses Bourbon. Bereits nach seinem Verrat hatte der König die Primogenitur auf den Nächsten in der Erbfolge, Charles de Bourbon, duc de Vendôme, übertragen. Dadurch wurde dessen Enkel Heinrich von Navarra nachmals Thronanwärter und schließlich 1589/1598 König von Frankreich.